# Steingutwerk Torgau

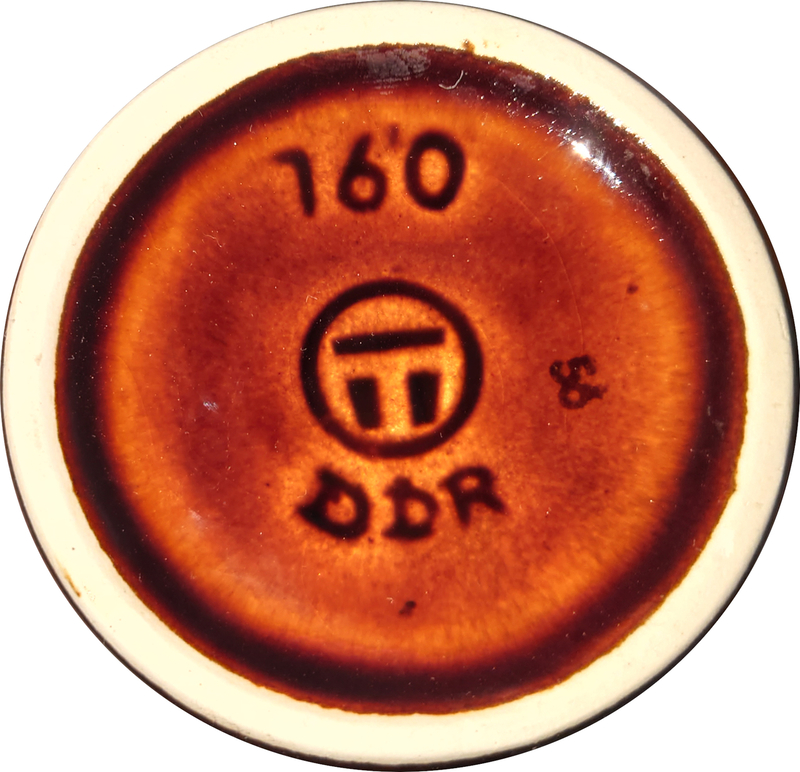
Standfläche eines Weinkrugs aus dem VEB Steingutwerk Torgau, mittig die Porzellanmarke – ein stilisiertes „T“ für Torgau

Das Steingutwerk Torgau (auch Steingutfabrik Torgau) ist ein Industriebetrieb in Torgau in Sachsen, der Keramikartikel herstellt. Das Werk wurde 1925 als Produktionsstandort von Villeroy & Boch gegründet und 1948 verstaatlicht. Der VEB Steingutwerk Torgau stellte zu Zeiten der DDR Geschirr und Sanitärkeramik aus Steingut und Porzellan her. Der VEB beschäftigte mehr als 1000 Mitarbeiter und zählte zu den größten Betrieben in der Stadt. 1990 übernahm Villeroy & Boch das Werk von der Treuhandanstalt und betreibt es seitdem als Betriebsstätte. Heute sind die Werke in Torgau und im saarländischen Merzig die beiden Produktionsstandorte von Villeroy & Boch in Deutschland für den Unternehmensbereich „Dining & Lifestyle“. In beiden Standorten werden Porzellanartikel der Sparte „Tischkultur“ im keramischen Druckgussverfahren hergestellt. Im Unternehmensbereich „Dining & Lifestyle“ beschäftigt Villeroy & Boch etwa 1850 der insgesamt 6500 Angestellten.

## Geschichte

### Gründung und Vorkriegsgeschichte

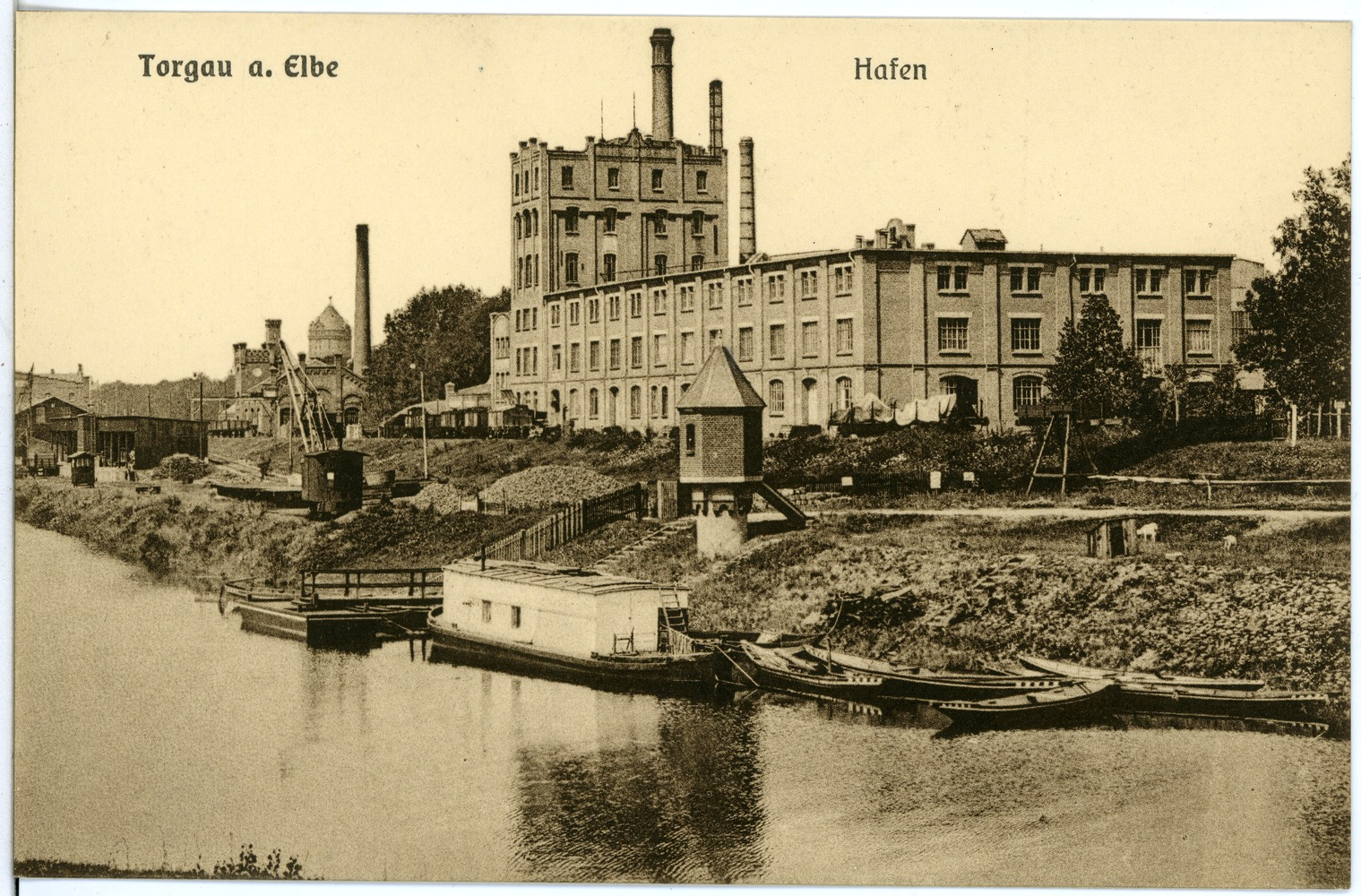
Steingutwerk Torgau am Elbhafen von Torgau (Historische Postkarte)

Der Keramikhersteller Villeroy & Boch wurde 1748 gegründet und baute seine Produktionsstätten im 19. Jahrhundert besonders stark im Saarland aus. Nach Ende des Ersten Weltkriegs wurde mit dem Versailler Vertrag 1920 das Saargebiet („Territoire du Bassin de la Sarre“) errichtet, das vom Deutschen Reich abgetrennt war. Zwar unterstand das Saargebiet als Mandatsgebiet dem Völkerbund, wirtschaftlich und militärisch wurde das Gebiet jedoch von Frankreich dominiert. Die Stammwerke von Villeroy & Boch befanden sich in Merzig, Wadgassen und Mettlach und damit im Saargebiet. Um Kontrolle über die Produktion zu behalten, einer französischen Verstaatlichung vorzubeugen und Exportbeziehungen weiter zu pflegen, erwarb bzw. gründete Villeroy & Boch in den 1920er Jahren mehrere Fabriken im verbliebenen deutschen Staatsgebiet.
Die Gründung der Steingutfabrik in Torgau wurde ab 1926 von Luitwin von Boch-Galhau vorangetrieben, Familienmitglied und Generaldirektor von Villeroy & Boch. Die Steingutfabrik nutzte Gebäude und Grundstück der stillgelegten Gießerei von Linke-Hoffmann-Lauchhammer, die Villeroy & Boch erwarb. Die Steingutfabrik Torgau wurde 1927 in Betrieb genommen. Das Werk wurde einer neugegründeten Aktiengesellschaft mit Sitz in Deutsch Lissa/Breslau unterstellt, nach Rückkehr des Saarlandes zum Deutschen Reich 1935 wurde das Werk dann direkt der Villeroy & Boch Kommanditgesellschaft in Mettlach unterstellt. Das Betriebsgelände wurde 1936 erweitert, indem die benachbarte Fabrik Marx & Moschütz erworben wurde.
Ab 1939 wurde die Rote Zone an der Grenze zu Frankreich in Vorbereitung der Kriegshandlungen geräumt. Davon waren auch die vier Villeroy-und-Boch-Werke im Saarland betroffen. Nur 36 der dort entlassenen Arbeiter gingen ins Torgauer Werk, die Generaldirektion wurde nach Dresden verlagert. Ende 1940 ging die Generaldirektion nach Mettlach zurück. Das Werk in Torgau verlor im Zuge der Umstellung der Industrie auf den Krieg um 1939 knapp die Hälfte seiner 1100 Mitarbeiter – weniger durch Einberufung in die Wehrmacht als durch Abgabe und Abwerbung an „kriegswichtige“ Betriebe im nahegelegenen Mitteldeutschen Industrierevier. Im Zweiten Weltkrieg wurde die Torgauer Fabrik nur unwesentlich beschädigt.

### Verstaatlichung und Betrieb in der DDR

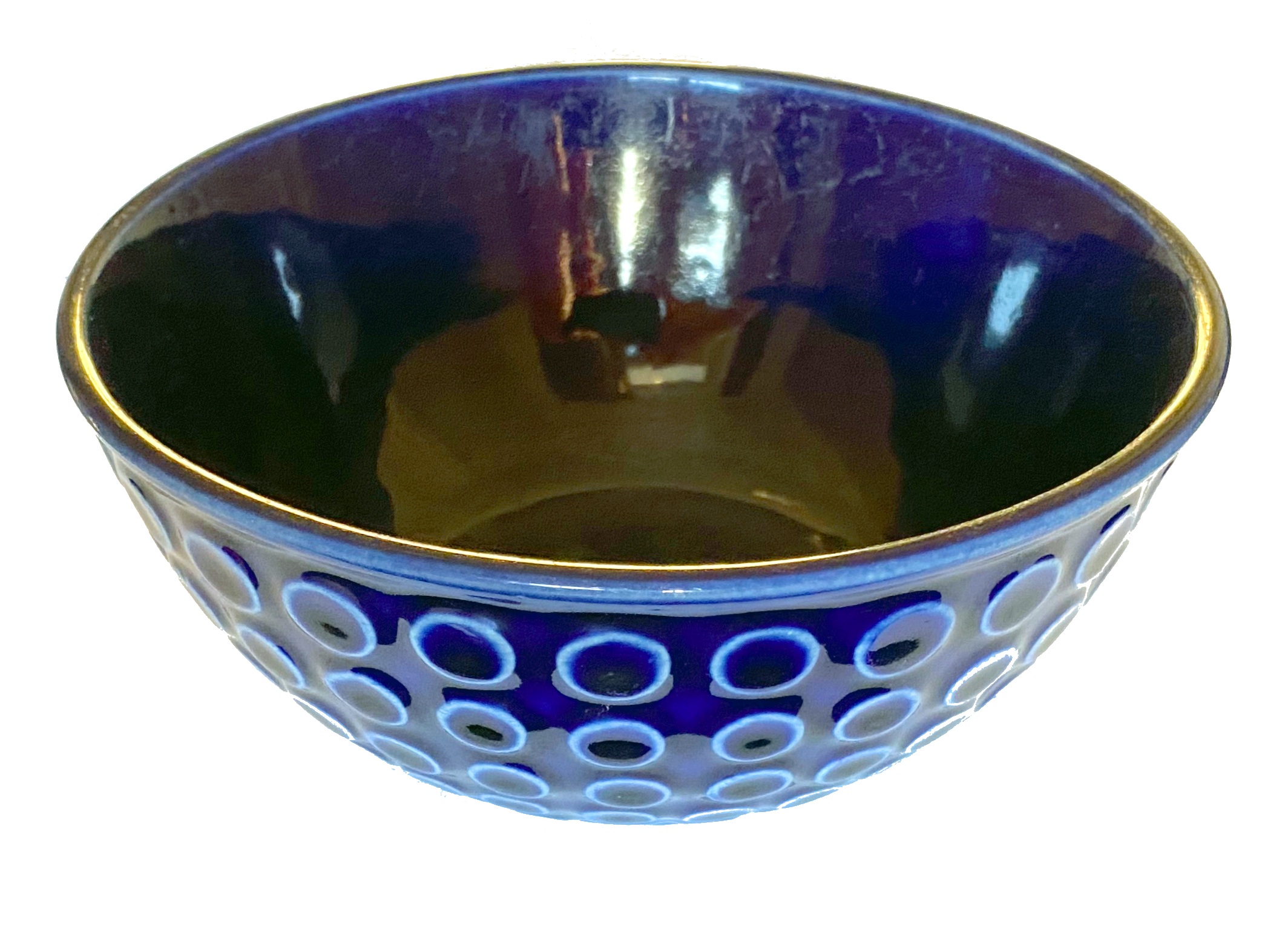
Schüssel aus dem Service „Rusalka“, zu DDR-Zeiten in hohen Stückzahlen produziert

Nach Kriegsende konnte das Steingutwerk Torgau schon im Mai 1945 wieder die Produktion aufnehmen. Von August 1945 bis Januar 1946 wurden jedoch drei Viertel der Werksanlagen nach Demontage in die Sowjetunion verbracht. 1946 beschäftigte das Werk nur noch 390 Personen, bis 1950 stieg diese Zahl wieder auf 1128. 1948 erfolgte die offizielle Gründung des VEB Steingutwerk Torgau, das ab 1953 dem Ministerium für Leichtindustrie (Hauptverwaltung Glas und Keramik) unterstellt war. 1961 ging das Werk vom Ministerium zur Vereinigung Volkseigener Betriebe (VVB) Keramik Erfurt, später dann zum VEB Kombinat Feinkeramik Kahla.
Der VEB Steingutwerk Torgau stellte Steingut für den Haushalt, Sanitärkeramik und Tonwaren her, sowohl für den Binnenmarkt als auch für den Export. 1956 konnte das Steingutwerk erstmals farbige Glasuren in Schwarz, Grün, Gelb und Blau herstellen. 1963 wurde der VEB Deutsche Tonwarenfabrik in Dommitzsch als Betriebsteil angegliedert. 1967 wurde die Produktion von Sanitärgütern (u. a. Toilettenschüsseln und Waschbecken) von Steingut auf Porzellan umgestellt. Der VEB beschäftigte über die größte Zeit seines Bestehens mehr als 1000 Mitarbeiter und zählte – zusammen mit dem VEB Flachglaskombinat Torgau und dem VEB Landmaschinenbau Torgau – zu den größten Betrieben in der Stadt.
Produkte aus dem VEB Steingutwerk Torgau wurden mehrfach mit dem Preis Gutes Design ausgezeichnet, darunter 1980 das Steingut-Service Poldi, 1981 das Steingut-Service Laura und 1985 die Keramikserie Skandia.
Der Betrieb bildete ab 1949 mit eigener Betriebsberufsschule aus, Hauptausbildungsberufe waren Former und Keramdekorierer. Wie in Volkseigenen Betrieben der DDR üblich, unterhielt das Steingutwerk soziale Einrichtungen für seine Mitarbeiter und deren Familien, darunter betriebseigene Kindergärten, Ferienlager, eine Betriebsbücherei und eine Betriebssportgemeinschaft. Von 1950 bis 1965 erschien unter dem Namen Tunnelofen eine Betriebszeitung, die von der Betriebsparteiorganisation der SED herausgegeben wurde.

### Privatisierung und heutiger Betrieb
1990 übernahm Villeroy & Boch das Werk von der Treuhandanstalt. 2010 wurden zehn Druckgussanlagen zur vollautomatisierten Fertigung von Tassen installiert. In jenem Jahr hatte Villeroy & Boch zwei Produktionsstandorte für Tischkultur in Deutschland, nämlich das Werk in Merzig und das Werk in Torgau. Zusammen beschäftigten diese beiden Produktionsstandorte knapp 400 Mitarbeiter, etwas weniger als die Hälfte davon in Torgau.
2010 fand im Stadt- und Kulturgeschichtlichen Museum Torgau im Kurfürstlichen Kanzleihaus eine Sonderausstellung mit dem Titel „Porzellan und Steingut aus Torgau – Villeroy & Boch und VEB Steingutwerk Torgau“ statt.

## Standort

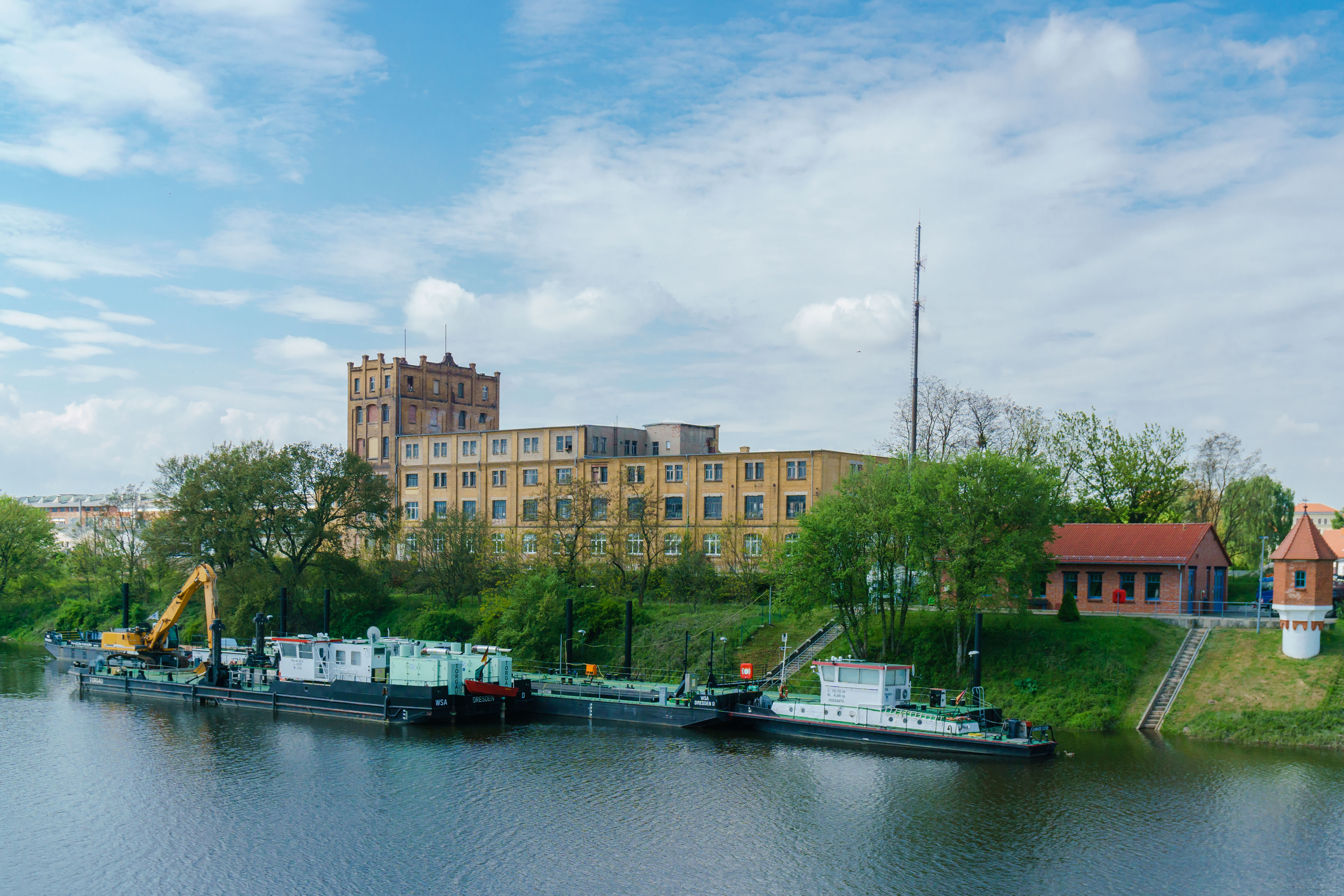
Heutige Ansicht von Hafen und Fabrikgebäude der Steingutfabrik (2017)

Das historische Steingutwerk Torgau besteht aus zwei Teilen, der 1926 übernommenen Eisengießerei (vormals Marmeladenfabrik) und der 1936 hinzugewonnenen Fabrik Marx & Moschütz. Beide Fabrikgebäude stehen heute unter Denkmalschutz.
Die Marmeladenfabrik Leue & Weise an der Hafenstraße 2 wurde um 1900 errichtet. Das Fabrikgebäude hat eine gelbe Klinkerfassade, der seitliche Turmanbau ist weithin sichtbar. 1911 wurde die Fabrik zur Glockengießerei unter dem Namen AG Lauchhammer Torgau umfunktioniert und 1926 von Villeroy & Boch übernommen. Zum Fabrikkomplex gehört ein eigener Hafen an der Elbe. Das Grundstück war gut 17.000 m² groß, der Kaufpreis einschließlich Gebäude und Einrichtungen betrug 160.000 RM.
Das Fabrikgebäude von Marx & Moschütz an der Hafenstraße 4 wurde Ende des 19. Jahrhunderts gebaut. Das Gebäude ist mit Türmchen und Zinnen burgähnlich gestaltet und ebenfalls am Elbhafen gelegen. 1935 wurden das Gelände und die Bauten der Armaturenfabrik Marx & Moschütz von Villeroy & Boch übernommen.
Die heutige Anschrift lautet Hafenstraße 2–4, Torgau, Sachsen. Der überwiegende Teil der Fabrikgebäude (nach Nutzfläche) ist neueren Ursprungs als die beiden oben genannten, denkmalgeschützten Gebäude. Überwiegend handelt es sich bei den Neubauten um schlichte Gewerbebauten und eingeschossige Hallen.